# Edward Gibbon
Edward Gibbon (Putney, Regne Unit, 1737 - Londres, Regne Unit, 1794) va ser un historiador i polític anglès, famós especialment per la seva extensa obra The History of the Decline and Fall of the Roman Empire (Història de la decadència i caiguda de l'Imperi Romà), publicada en sis volums entre 1776 i 1788, una crònica irònica, profusament documentada i plena d'atacs a la religió. És considerat un dels escriptors de la Il·lustració anglesa més influents, amb citacions per part tant de polítics com d'escriptors posteriors.

## Vida

### Primers anys
Va néixer a Putney, en aquells dies una ciutat al costat del Tàmesi, prop de Londres, Anglaterra. El seu avi havia forjat i perdut la fortuna familiar en la bombolla de les Mars del Sud. Gibbon era fill únic i en les seves memòries es descriu a si mateix com un "noi malaltís". La seva mare va morir quan ell comptava tan sols amb deu anys, i la seva criança i cura va anar a càrrec de la seva tieta Catherine Porten. Va assistir a la Kingston Grammar School mentre residia amb la seva benvolguda tieta, "Aunt Kitty", i més tard a la Westminster School. A catorze anys el seu pare el va enviar al Magdalen College de la Universitat d'Oxford.
Gibbon no va gaudir de l'atmosfera universitària d'Oxford ("posseeix totes les xacres de la vellesa i cap de les seves virtuts", va escriure) i més tard va descriure els catorze mesos passats allí com els menys profitosos de tota la seva vida. El més memorable d'aquest període va ser la seva conversió al catolicisme el 8 de juny de 1753. "Des de la meva joventut he estat aficionat al debat sobre temes religiosos", va escriure més tard.

### Estada a Suïssa
Per la seva conversió al catolicisme va ser expulsat d'Oxford i el seu pare el va enviar a Lausana, Suïssa, sota la tutoria de M. Pavilliard, pastor calvinista i tutor privat, on va romandre cinc anys, un temps que tindria un fort impacte en el seu caràcter i la seva vida posterior. Ràpidament, va apostatar de nou i va tornar al protestantisme. La seva estada a Lausana va enriquir la immensa aptitud de Gibbon per a l'estudi i l'erudició; allí es va entrevistar amb Voltaire, i es va convertir en un suís adoptiu:
Jo havia deixat de ser anglès —escriu. En aquesta tendra època de la meva joventut, dels setze als vint-i-un anys, totes les meves opinions, costums i sentiments havien estat llançats en un motlle estranger; el record feble i allunyat d'Anglaterra s'havia esborrat gairebé. La meva mateixa llengua se m'havia tornat menys familiar, i de bona gana hauria acceptat l'oferta d'una independència moderada al preu d'un desterrament perpetu (E. Gibbon, Autobiografia).
A més va conèixer a l'únic amor de la seva vida, la filla d'un pastor protestant, una jove anomenada Suzanne Curchod, que més tard seria l'esposa de Jacques Necker, el ministre de finances francès i mare de Madame de Staël. Una vegada més va intervenir el seu pare en la seva vida, que li va negar el permís per a proposar matrimoni a la jove i va exigir el seu retorn a Anglaterra. Gibbon escriuria: "I sighed like a lover, I obeyed like a so" ("Vaig sospirar com un enamorat, vaig obeir com un fill").

### Retorn
Al seu retorn a Anglaterra, Gibbon, completament afrancesat, va publicar el seu primer llibre Essai sur l'Etude de la Littérature en 1758, escrit originalment en francès, ignorat a Anglaterra, però ben acollit al continent. De 1759 a 1763 Gibbon va passar quatre anys de servei amb la milícia d'Hampshire, durant la guerra dels Set Anys entre la Gran Bretanya i França. A finals de 1763 va embarcar per a un Grand Tour a Europa, que va incloure una visita a Roma. Va ser allí, el 1764, quan Gibbon va concebre per primera vegada la idea d'escriure sobre la història de l'Imperi romà:
El 15 d'octubre de 1764 —escriu Gibbon—, jo estava assegut, somiant, enmig de les ruïnes del Capitoli, mentre els monjos descalços cantaven vespres al Temple de Júpiter. En aquest instant va brollar en el meu esperit per primera vegada la idea d'escriure la història de la decadència i caiguda de Roma (E. Gibbon, Autobiografia).
El 1772 el seu pare va morir deixant-li en herència prou diners per a viure folgadament a Londres. Va començar a escriure The History of the Decline and Fall of the Roman Empire el 1773, i el primer volum va aparèixer el 1776. Va acabar la seva obra a Lausana. En imprimir-se va tenir tant d'èxit entre els intel·lectuals del seu temps que era considerat gairebé imprescindible haver-la llegit en la gran societat, encara que va provocar certa polèmica amb les autoritats eclesiàstiques. Els últims toms van aparèixer el 1788. A causa de la Revolució Francesa va haver de tornar a Anglaterra. Va treballar en la seva Autobiografia fins a la seva mort, el 1794.

### Malaltia
Gibbon va patir d'una afecció que ara es pensa que podria ser hidrocele del testicle, d'acord amb el Manual de Merck. Produeix l'exsudació de fluid dels testicles en proporcions extraordinàries. Gibbon va idear moltes maneres de retirar el fluid en anys posteriors, però la situació va empitjorar i es va convertir en una cosa més dolorosa i vergonyós. El seu metge, que feia mesuraments, va treure una vegada més d'un litre de líquid de la protuberància. Aquesta inflamació crònica li va causar una incomoditat afegida en una època en què la moda tendia als calçons ajustats. Es refereix indirectament a això en les seves memòries quan comenta: «Puc recordar només catorze dies veritablement feliços en la meva vida» i «mai estic content sinó quan escric en solitud». La higiene personal durant el segle xviii era com a molt opcional. La humiliació social que va suportar a conseqüència de la seva necessitat d'higiene i la seva protuberància va quedar registrada. En una època en què el valor de l'home era mesurat no solament pel «tall dels seus calçons» sinó també per la seva equitació, Gibbon va ser una figura solitària. En un incident es va agenollar davant una dama de la societat a la qual anava a declarar-se. Ella va protestar: «Senyor, si us plau, aixequi's». Gibbon va replicar: «Senyora, no puc».

## Llegat
La tesi central d'Edward Gibbon en la seva explicació de com va caure l'Imperi Romà no és avui àmpliament acceptada pels estudiosos. Gibbon va argumentar que amb el nou caràcter cristià de l'imperi, molta riquesa que d'una altra manera s'hauria utilitzat en els assumptes seculars per promoure l'estat es transferiria a la promoció de les activitats de l'Església. No obstant això, l'imperi precristià també va gastar grans sumes en assumptes religiosos i no és clar si el canvi de religió va augmentar o no la quantitat de recursos que l'imperi va gastar en la religió. Gibbon va argumentar a més que les noves actituds del cristianisme van provocar que molts cristians rics renunciessin als seus estils de vida i entressin en un estil de vida monàstic, de manera que deixessin de participar en el suport de l'imperi. Tot i que Gibbon va assenyalar a més la importància que el cristianisme va donar a la pau va provocar una disminució del nombre de persones que servien l'exèrcit, el declivi va ser tan petit que va ser insignificant per a l'eficàcia de l'exèrcit.
L'obra de Gibbon ha estat criticada per la seva mordaç visió del cristianisme tal com s'estableix als capítols XV i XVI, situació que va donar com a resultat la prohibició del llibre a diversos països. El presumpte delicte de Gibbon no respectava el caràcter de la doctrina cristiana sagrada, "tractant l'església cristiana com un fenomen de la història general, no com un cas especial que admetia explicacions sobrenaturals i no permetia la crítica als seus seguidors". Més específicament, els capítols criticaven l'església per "suplantar d'una manera innecessàriament destructiva la gran cultura que la precedia" i per "la indignació de practicar la intolerància i la guerra religiosa".
L'aparent antagonisme de Gibbon a la doctrina cristiana es va estendre a la fe jueva, cosa que va provocar acusacions d'antisemitisme. Per exemple, va escriure:
Des del regnat de Neró fins al d'Antoní Pius, els jueus van descobrir una ferotge impaciència del domini de Roma, que va esclatar repetidament en les massacres i insurreccions més furioses. La humanitat queda impactada pel recital de les horrides crueltats que van cometre a les ciutats d'Egipte, Xipre i Cirene, on habitaven una amistat traïdora amb els nadius insospitats; i estem temptats d'aplaudir les severes represàlies que exercien els braços de les legions contra una raça de fanàtics, la superstició terrible i crèdula dels quals semblava fer-los enemics implacables no només del govern romà, sinó també de la humanitat.
Gibbon és considerat un fill de la Il·lustració i això es reflecteix en el seu famós veredicte sobre la història de l'edat mitjana: "He descrit el triomf de la barbàrie i la religió". No obstant això, políticament, es va alinear amb el rebuig del conservador Edmund Burke als moviments igualitaris radicals de l'època, així com el rebuig d'aplicacions excessivament racionalistes dels "drets de l'home" per part de Burke.
L'obra de Gibbon ha estat elogiada pel seu estil, els seus epigrames picants i la seva eficaç ironia. Winston Churchill va assenyalar de manera memorable a My Early Life: "Em vaig proposar ... Decline and Fall of the Roman Empire de Gibbon i vaig ser immediatament captivat tant per la història com per l'estil. ... Vaig devorar Gibbon. El vaig llegir de cap a peus i vaig gaudir-ne. Churchill va modelar gran part del seu propi estil literari en el de Gibbon. Igual que Gibbon, es va dedicar a produir una "narrativa històrica vívida, molt àmplia al llarg del període i del lloc i enriquida per l'anàlisi i la reflexió".
Inusualment durant el segle xviii, Gibbon no es va conformar mai amb fonts de segona mà quan les fonts primàries eren accessibles (tot i que la majoria d'aquestes eren extretes d'edicions impreses conegudes). "Sempre he procurat," diu," tenir una bona font; que la meva curiositat, així com el sentit del deure, sempre m'han incitat a estudiar els originals; i que, si alguna vegada han eludit la meva recerca, he marcat acuradament les proves secundàries, si d'elles depenia un passatge o un fet." En aquesta insistència sobre la importància de les fonts primàries, Gibbon és considerat per molts com un dels primers historiadors moderns:
En la precisió, rigor, lucidesa i comprensió completa d'un vast tema, la «Història» és insuperable. És la història anglesa que es pot considerar definitiva ... Siguin quines siguin les seves deficiències, el llibre és artísticament imponent i és inimaginable històricament com un vast panorama d'una gran època.
Els temes de l'escriptura de Gibbon, així com les seves idees i estil, han influït en altres escriptors. A més de la seva influència en Churchill, Gibbon també va ser un model per a Isaac Asimov en la seva escriptura de la Saga de la Fundació, que va dir que es va inspirar una mica en les obres d'Edward Gibbon".
Evelyn Waugh admirava l'estil de Gibbon, però no el seu punt de vista secular. A la novel·la de Waugh, Helena, el 1950, l'autor paleocristià Lactanci es preocupava per la possibilitat d'«un fals historiador, amb la ment de Ciceró o Tàcit i l'ànima d'un animal, i va assenyalar cap al gibó que movia la seva cadena d'or i xerrava demanant fruita."

## Influència en altres autors
Els temes sobre els quals va escriure Gibbon, així com les seves idees i el seu estil, han influït en altres autors, com és el cas d'Isaac Asimov, que va usar la seva obra principal The History of the Decline and Fall of the Roman Empire com a guia per escriure un dels contes que formen part del llibre Fundació i Imperi (Part I: "El General"), dins de la famosa Trilogia de la Fundació.

## Obres
- Essai sur l'étude de la littérature (1761).
- The History of the Decline and Fall of the Roman Empire (Volum I, 1776; Volums II and III, 1781; Volums IV, V, and VI, 1788).
- A vindcication of some passages in the fifteenth and sixteenth chapters of the History of the decline and fall of the Roman Empire (1779).
- Mémoire justificatif pour servir de réponse à l'exposé, etc. de la cour de France (1779).
- Memoirs of My Life (1796)